# Scopalio
Scopalio is een monotypisch geslacht van spinnen uit de  familie van de Clubionidae (struikzakspinnen).

## Soort
- Scopalio verrens Deeleman-Reinhold, 2001